# Canon EOS 5D Mark III
Canon EOS 5D Mark III är en digital systemkamera från Canon. Den lanserades på våren 2012. Kameran har en fullformatssensor av CMOS-typ med 22,3 megapixels upplösning. Kameran är en uppföljare till Canon EOS 5D Mark II som lanserades på hösten 2008. Kameran är främst avsedd för semiprofessionella och professionella fotografer. Den efterföljdes höstan 2016 av Canon EOS 5D Mark IV.